# Modiolicola insignis
Modiolicola insignis är en kräftdjursart som beskrevs av Aurivillius 1882. Modiolicola insignis ingår i släktet Modiolicola, och familjen Sabelliphilidae. Arten är reproducerande i Sverige.